# 홍콩역
홍콩역(한국 한자: 香港驛, 광둥어: 香港站, 월병: Hoeng1 Gong2 Zaam6, 한자음: 홍콩역)은 홍콩 특별행정구 만청 구와 하버 뷰 스트리트 사이에 있는 홍콩 MTR 둥충 선과 홍콩 공항철도 역이다.
이 역에는 탑승 1시간 30분 전까지이면 홍콩국제공항의 항공기 탑승수속 및 수탁 수화물을 맡길 수가 있는 도심 체크인이라고 불리는 시설이 설치되어 있다.

## 철도
- 홍콩 MTR
  - 둥충 선
  - 지창콰이 선

## 역구조
- 둥충선
  - 섬식 1면 2선 지하 역사
- 둥충선 홈 ← 3번선 둥충선 써니베이 역, 둥충 역 방면

(B4F) 섬식 홈 ←4번선 둥충선 써니베이 역, 둥충 역 방면
- 지창콰이 선
  - 상대식 홈 2면 2선의 지하역. 홈 도어 설치, 지하2층역 위치

| G  | 지창콰이 선 체크인 로비 | 출입구, 고객 서비스 센터, 화장실, 셀브 서비스, 타운 체크인 서비스, 물품 보관소 |
| G  | 프라자                  | 출입구 F                                                                       |
| G  | 지면                    | 출입구 C                                                                       |
| L1 | 매점／식당              | 매점, 자동판매기, 주차장                                                       |
| L2 | 플랫폼                  | 플랫폼                                                                         |
| L2 | 플랫폼 2 지창콰이 선    |                                                                                |
| L2 | ←                       | 플랫폼 1 지창콰이 선 아시아 월드 엑스포/공항 방면                              |
| L2 | 플랫폼                  |                                                                                |
| L2 | 지창콰이 선 로비        | 고객 서비스 센터, 화장실, 셀브 서비스, 택시점, 지창콰이 선 셔틀버스 정류장     |
| L2 | 도우글라길 로비         | 고객 서비스 센터                                                               |
| L3 | 둥충선로비              | 고객 서비스 센터, 셀브 서비스                                                  |
| L3 | 교환 터널               | 수비구 교환 터널으로 도우글라길 로비, 쭝완/중환역로비 연결                     |
| L4 | ←                       | 플랫폼 4 둥충선 동충/디즈니랜드선 방면                                         |
| L4 | 플랫폼                  |                                                                                |
| L4 | ←                       | 플랫폼 3 둥충선 동충/디즈니랜드선 방면                                         |

## 인접한 역
| 홍콩 공항철도                  | 홍콩 공항철도 | 홍콩 공항철도 |
| ------------------------------ | ------------- | ------------- |
| 가우룽 아시아 월드 엑스포 방면 | 홍콩역        | 시·종착역     |
| 둥충선                         |               |               |
| 가우룽 동충 방면               | 홍콩역        | 시·종착역     |

## 역주변
- IFC 홍콩
- 쭝완
- 중국은행 타워
- 센트럴 플라자
- 센트럴 역

## 같이 보기
- 홍콩 지하철